# Pichichi (futbolista)
Rafael Moreno Aranzadi (Bilbao, Vizcaya, 23 de mayo de 1892 - ibidem, 1 de marzo de 1922), más conocido como Pichichi, fue un futbolista español que jugaba como delantero, podía abarcar tanto la posición de punta interior (por ambos perfiles) como la de centrodelantero. Prolífico goleador y jugador histórico del Athletic Club —al cual debe sus mayores éxitos y reconocimientos—, fue internacional absoluto con la selección española en cinco ocasiones —en las que anotó un gol—, y debido a su trágica muerte todos los equipos que visitan por primera vez el estadio del conjunto bilbaíno realizan una ofrenda floral a su busto, en señal de respeto.
En su honor el diario Marca entrega cada temporada el trofeo Pichichi al máximo goleador de los campeonatos de primera y segunda división.

## Biografía
Rafael nació en Bilbao, el 23 de mayo de 1892, en la calle Santamaría, 10. Su padre, Joaquín Moreno Goñi, llegó a ser alcalde de la ciudad vizcaína entre 1896 y 1897. Además, era sobrino nieto del escritor bilbaíno Miguel de Unamuno. En su infancia, fue su hermano Raimundo el que acuñó el apodo de "Pichichi" debido a su baja estatura y su habilidad para jugar al fútbol con gente de mayor edad. Por otro lado, Pichichi estudió en el colegio de los Escolapios y, posteriormente, inició la carrera de Derecho en la Universidad de Deusto, pero no aprobó ninguna asignatura por lo que su padre decidió buscarle un trabajo en el Ayuntamiento. Sin embargo, poco tiempo después, fue contratado en la empresa metalúrgica de los hermanos Merodio.
Para entonces, en la Copa del Rey de 1911, ya se había enfrentado al Athletic Club como jugador del Bilbao FC (una especie de filial del Athletic[cita requerida]) en el que, incluso, marcó el único gol de su equipo que cayó por 4 a 1. En 1911, comenzó a jugar en el Athletic Club, pero no fue hasta el 17 de marzo de 1913 cuando disputó su primer partido oficial, contra el Real Madrid en Copa del Rey. El partido acabó con victoria por 3 a 0, con dos goles de Pichichi en los primeros once minutos de partido.
Pocos meses después, fue el primer jugador en marcar un gol en la inauguración del estadio de San Mamés, el 21 de agosto de 1913, en el partido Athletic Club 1-1 Racing de Irún. En la final de Copa de 1915 anotó un triplete, en una victoria por 5 a 0, ante el RCD Español. El 8 de mayo de 1921 jugó su último partido con el Athletic, correspondiente a la final de Copa de 1921, que ganó el equipo vasco por 4 a 1 al Atlético de Madrid. Pichichi, tenía la costumbre de jugar con un pañuelo blanco anudado en la cabeza. En total, anotó 83 goles en 89 partidos entre el Campeonato Regional y la Copa.

### Últimos años y homenajes
Después de su retirada, con tan sólo 29 años, se convirtió en árbitro de fútbol. Falleció un año más tarde, el 1 de marzo de 1922,  un par de meses antes de cumplir 30 años. Se desconoce a ciencia cierta la causa de la muerte. La versión más admitida apunta a un proceso de fiebres tifoideas, posiblemente por ingerir ostras en mal estado. Está enterrado en la tumba familiar ubicada en el cementerio municipal de Bilbao.
El 8 de diciembre de 1926, el Athletic Club le rindió un homenaje por iniciativa del presidente del club, Ricardo de Irezábal Goti, colocando en la grada de Misericordia del estadio de San Mamés un busto suyo, obra del escultor bilbaíno Quintín de la Torre Berástegui. La inauguración del monumento vino acompañada por un partido homenaje entre el Athletic y su máximo rival en la competición regional, el Arenas Club de Guecho, que ganó el club bilbaíno por 7 a 2. El busto cambió de emplazamiento en tres ocasiones: en 1953, al construirse la tribuna principal; en 1982, durante las reformas para adecuar el estadio como sede del Mundial de fútbol de 1982; y en 2013, tras la construcción del nuevo San Mamés. Desde entonces, el busto se halla en la salida del túnel de vestuarios.

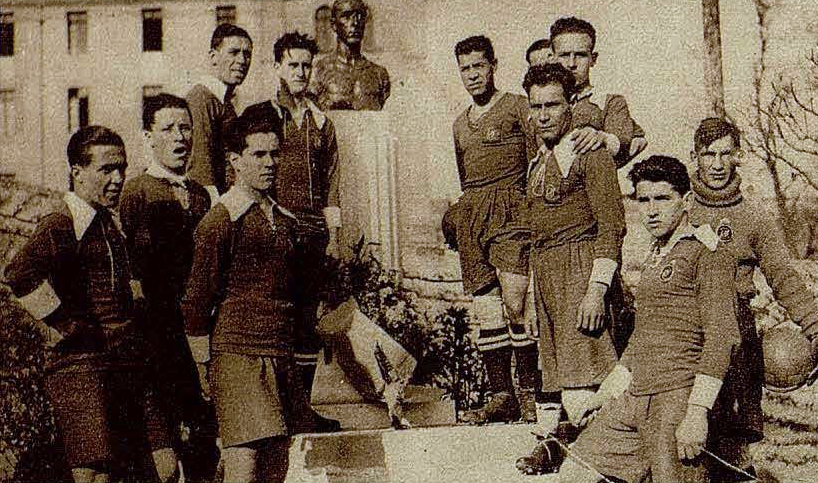
Los jugadores del extinto Zaragoza Club Deportivo rinden homenaje al busto de Pichichi en 1927, en la ya tradicional ofrenda floral al malogrado futbolista.

Pichichi fue uno de los mejores goleadores de la época, y como reconocimiento a sus logros, el diario deportivo español Marca, junto al ya desaparecido Arriba, dio su nombre al trofeo otorgado al máximo goleador de la Liga española de fútbol cada temporada, el Trofeo Pichichi. Este trofeo se entregó por primera vez en la temporada 1952-53 y es uno de los trofeos individuales más importantes dentro del fútbol español.
Existe la tradición de que cada vez que un equipo juega por primera vez en San Mamés, su capitán acompañado por el capitán del Athletic Club, que ejerce de guía y anfitrión, rinda homenaje a Pichichi depositando junto a su busto un ramo de flores.

«Mi primo Pichichi es el mejor jugador del Athletic y el mejor jugador de España, todos lo dicen. Tiene un shoot tremendo, por bajo y muy bien dirigido, que no hay goal-keeper que pueda pararlo. No falla un penalty [sic.]. Pero sobre todo sabe driblar como nadie y es capaz de correr el campo, de un goal a otro, con el pelotón pegado a los pies sin que nadie se lo pueda quitar, hasta meter un goal genial. También es extraordinario en los remates de cabeza, sobre todo en los corners [sic.]. Cuando el Athletic va mal en algún partido, el público espera siempre una de esas genialidades de Pichichi que remedie la situación, y Mario Ugarte, Rolando y muchos otros le gritan pidiendo un esfuerzo heroico. Lo malo es que a veces juega demasiado individualmente y esto le pierde....»
Descripción de Pichichi en Vivir no es fácil, por Alfonso María Moreno S. J.

### Selección nacional
Fue internacional con la selección española en cinco ocasiones. Su debut se produjo el 28 de agosto de 1920, en un partido contra Dinamarca en Bruselas (victoria española por 1 a 0) en el primer partido internacional de la selección. Los cinco partidos los jugó durante los Juegos Olímpicos de Amberes 1920, donde España ganó la medalla de plata. Pichichi logró marcar un gol en la final por el segundo lugar contra los Países Bajos.

## Estadísticas

### Clubes
Datos actualizados a fin de carrera deportiva.
En la temporada 1920-21 disputó dos encuentros frente al Sevilla Football Club, correspondientes al Campeonato de España de Copa 1921, que no son considerados como oficiales al estar descalificado el conjunto hispalense por alineación indebida y los resultados no tuvieron valor alguno para el torneo. Los sevillistas jugaron con cuatro jugadores no alineables según las normas de la competición, y dichos encuentros son considerados como amistosos. Por este motivo no constan en las estadísticas y registros históricos del jugador. Ya retirado, en octubre de 1921 sacó la licencia para ser árbitro, pero no pudo llegar a ejercer ya que murió, supuestamente, por una epidemia de tifus apenas unos meses después.
| Club                 | Temporada     | Div.          | Liga        | Liga        | Copa  | Copa  | Regional    | Regional    | Total | Total | Media goleadora |
| Club                 | Temporada     | Div.          | Part.       | Goles       | Part. | Goles | Part.       | Goles       | Part. | Goles | Media goleadora |
| -------------------- | ------------- | ------------- | ----------- | ----------- | ----- | ----- | ----------- | ----------- | ----- | ----- | --------------- |
| Bilbao F. C. España  | 1910-11       | 1.ª C.        | Inexistente | Inexistente | 2     | 1     | Inexistente | Inexistente | 2     | 1     | 0.50            |
| Bilbao F. C. España  | 1911-12       | 1.ª C.        | Inexistente | Inexistente | —     | —     | Inexistente | Inexistente | 0     | 0     | 0               |
| Athletic Club España | 1912-13       | 1.ª C.        | Inexistente | Inexistente | 3     | 3     | Inexistente | Inexistente | 3     | 3     | 1               |
| Athletic Club España | 1913-14       | 1.ª C.        | Inexistente | Inexistente | 3     | 4     | 9           | 9           | 12    | 13    | 1.08            |
| Athletic Club España | 1914-15       | 1.ª C.        | Inexistente | Inexistente | 2     | 3     | 10          | 19          | 12    | 22    | 1.83            |
| Athletic Club España | 1915-16       | 1.ª C.        | Inexistente | Inexistente | 1     | —     | 11          | 13          | 12    | 13    | 1.08            |
| Athletic Club España | 1916-17       | 1.ª C.        | Inexistente | Inexistente | —     | —     | 10          | 6           | 10    | 6     | 0.60            |
| Athletic Club España | 1917-18       | 1.ª C.        | Inexistente | Inexistente | —     | —     | 12          | 11          | 12    | 11    | 0.92            |
| Athletic Club España | 1918-19       | 1.ª C.        | Inexistente | Inexistente | —     | —     | 6           | 5           | 6     | 5     | 0.83            |
| Athletic Club España | 1919-20       | 1.ª C.        | Inexistente | Inexistente | 5     | —     | 8           | 5           | 13    | 5     | 0.38            |
| Athletic Club España | 1920-21       | 1.ª C.        | Inexistente | Inexistente | 3     | —     | 6           | 5           | 9     | 5     | 0.56            |
| Total club           | Total club    | Total club    | 0           | 0           | 17    | 10    | 72          | 73          | 89    | 83    | 0.93            |
| Total carrera        | Total carrera | Total carrera | 0           | 0           | 19    | 11    | 72          | 73          | 91    | 84    | 0.92            |
| 1. 2. 3. 4.          |               |               |             |             |       |       |             |             |       |       |                 |

## Palmarés y distinciones
- En su honor se concede el Trofeo Pichichi, galardón al máximo goleador de la liga española de fútbol cada temporada.
- En Bilbao se le recuerda con una calle junto al estadio de San Mamés (calle de Rafael Moreno "Pichichi") y un busto junto al césped de dicho estadio.

### Campeonatos regionales
| Título              | Club          | Año  |
| ------------------- | ------------- | ---- |
| Campeonato Regional | Athletic Club | 1914 |
| Campeonato Regional | Athletic Club | 1915 |
| Campeonato Regional | Athletic Club | 1916 |
| Campeonato Regional | Athletic Club | 1920 |
| Campeonato Regional | Athletic Club | 1921 |

### Campeonatos nacionales
| Título       | Club          | Año  |
| ------------ | ------------- | ---- |
| Copa del Rey | Athletic Club | 1914 |
| Copa del Rey | Athletic Club | 1915 |
| Copa del Rey | Athletic Club | 1916 |
| Copa del Rey | Athletic Club | 1921 |

### Participación en los Juegos Olímpicos
| Juegos Olímpicos | Sede    | Resultado      | PJ | G |
| ---------------- | ------- | -------------- | -- | - |
| Amberes 1920     | Amberes | Plata Olímpica | 4  | 1 |